# جيري ك. كرامب
جيري ك. كرامب (بالإنجليزية: Jerry K. Crump)‏ هو عسكري أمريكي، ولد في 18 فبراير 1933 في تشارلوت في الولايات المتحدة، وتوفي في 10 يناير 1977 بسبب حادث مرور.